# Gąsienicowa Turnia
Gąsienicowa Turnia (słow. Gąsienicova turnia, niem. Gąsienica-Turm, węg. Gąsienica-torony) – niewybitne, skaliste wzniesienie we wschodniej grani Świnicy w Tatrach Wysokich. Ma cztery wierzchołki o wysokościach w kierunku od zachodu na wschód: 2266 m, 2279 m, 2279 m, 2276 m (Wielka encyklopedia tatrzańska podaje 2280 m). Od sąsiedniej Niebieskiej Turni oddziela je Niebieska Przełączka Wyżnia (2253 m), a od Świnicy Gąsienicowa Przełączka (2260 m), Świnicka Kopa (2298 m) i Świnicka Szczerbina Wyżnia (2295 m).
Nazwa pochodzi od Doliny Gąsienicowej, nad którą się wznosi. Północne stoki Gąsienicowej Turni opadają do Mylnej Kotlinki w najwyższym piętrze tej doliny, zaś południowe do polodowcowego kotła Dolinki pod Kołem (górne piętro Doliny Pięciu Stawów Polskich). Górna część tych stoków, zarówno z południowej, jak i północnej strony, to strome ściany, w których znajdują się drogi wspinaczkowe. Stokami południowymi, sporo poniżej wierzchołków, prowadzi czerwony szlak turystyczny z Zawratu na Kasprowy Wierch, odcinek z Zawratu na Świnicę jest jednokierunkowy. Powyżej szlaku, w pobliżu wierzchołków, znajdują się dwie niewielkie jaskinie: Świnicka Koleba i Świnicka Koleba Niżnia.
Latem pierwszymi znanymi zdobywcami byli Stefania Wieniewska (później Klemensiewiczowa) z Zygmuntem Klemensiewiczem i Romanem Kordysem 1 sierpnia 1907 roku. Zimą pierwszego wejścia dokonali Mariusz Zaruski, Henryk Bednarski, Jerzy Cybulski, Józef Lesiecki, Stefan Mazurkiewicz i Stanisław Zdyb 3 marca 1910 roku.
Z rzadkich roślin na Gąsienicowej Turni występuje ukwap karpacki – gatunek w Polsce występujący tylko w Tatrach i to na niewielu stanowiskach.

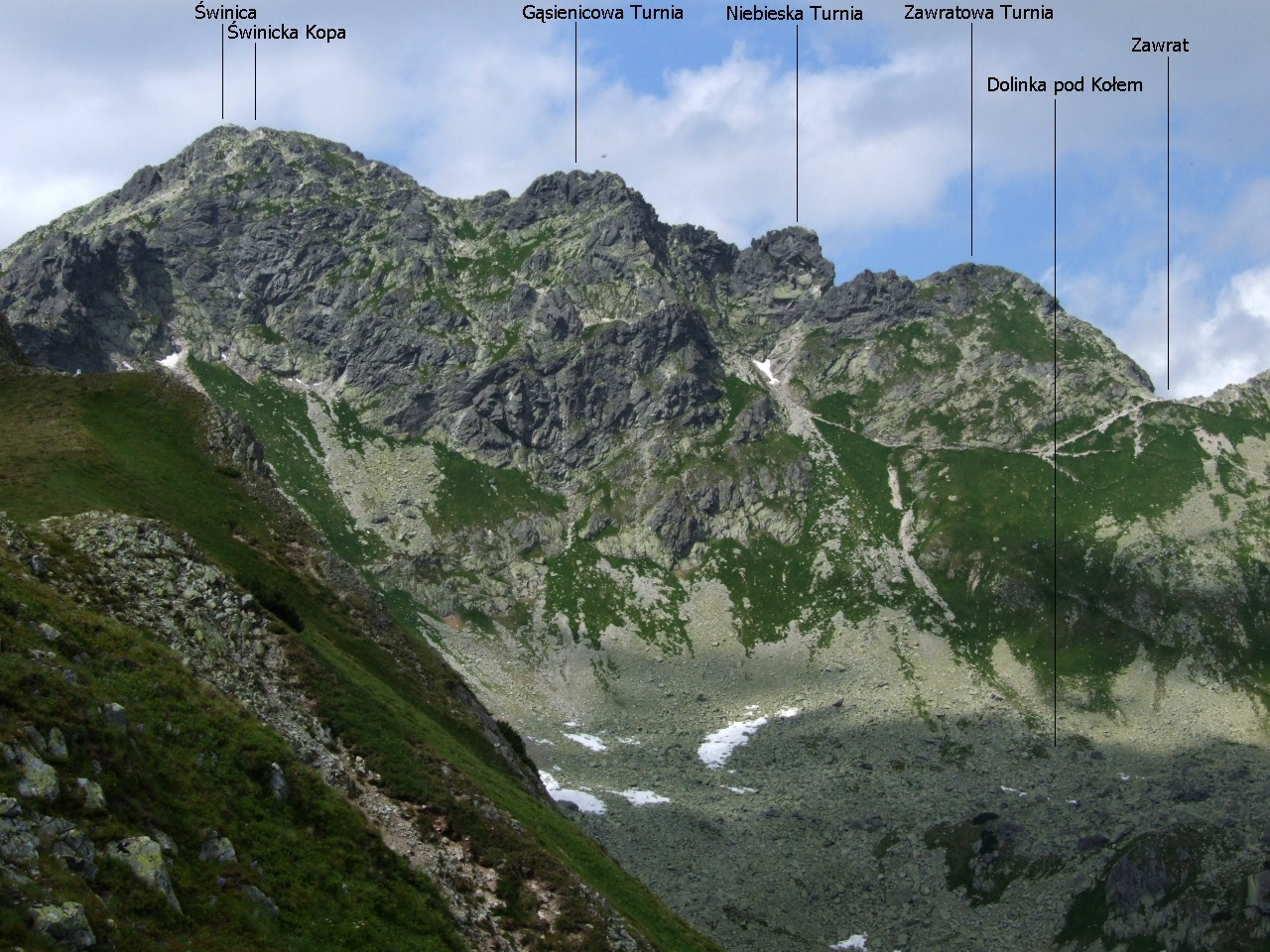
Widok z Gładkiej Przełęczy